# Petra Bertholdová
Petra Bertholdová (Chomutov, 24 novembre 1984) è una calciatrice ceca, centrocampista e capitano dello Sparta Praga e della nazionale ceca.
Al settembre 2022 è, assieme alla compagna sia di club che di nazionale Lucie Martínková, una delle due sole calciatrici ad aver superato le 100 presenze con la maglia della nazionale maggiore.

## Carriera

### Nazionale
Bertholdová inizia ad essere convocata dalla Federcalcio ceca dal 2000, vestendo in quell'anno sia la maglia della formazione Under-17 che quella dell'Under-19.

## Palmarès

### Club
- Campionato ceco: 12

Sparta Praga: 2004-2005, 2005-2006, 2006-2007, 2007-2008, 2008-2009, 2009-2010, 2010-2011, 2011-2012, 2012-2013, 2017-2018, 2018-2019, 2020-2021
- Coppa della Repubblica Ceca femminile: 10

Sparta Praga: 2007-2008, 2008-2009, 2009-2010, 2010-2011, 2011-2012, 2012-2013, 2014-2015, 2016-2017, 2017-2018, 2018-2019